# Sam Osborne
Sam Osborne (1991) es un deportista neozelandés que compitió en triatlón.
Ganó una medalla en el Campeonato de Oceanía de Triatlón de 2014 y tres medallas en el Campeonato Mundial de Triatlón Campo a Través entre los años 2015 y 2024. Además obtuvo una medalla en el Campeonato Mundial de Xterra Triatlón de 2018 y tres medallas en el Campeonato Europeo de Xterra Triatlón entre los años 2016 y 2018.

## Palmarés internacional
| Campeonato de Oceanía | Campeonato de Oceanía   | Campeonato de Oceanía | Campeonato de Oceanía |
| Año                   | Lugar                   | Medalla               | Prueba                |
| --------------------- | ----------------------- | --------------------- | --------------------- |
| 2014                  | Kinloch (Nueva Zelanda) | Medalla de bronce     | Relevo mixto          |

| Campeonato Mundial | Campeonato Mundial     | Campeonato Mundial | Campeonato Mundial |
| Año                | Lugar                  | Medalla            | Prueba             |
| ------------------ | ---------------------- | ------------------ | ------------------ |
| 2015               | Cerdeña (Italia)       | Medalla de bronce  | Individual         |
| 2018               | Fionia (Dinamarca)     | Medalla de plata   | Individual         |
| 2024               | Townsville (Australia) | Medalla de plata   | Individual         |

| Campeonato Mundial | Campeonato Mundial     | Campeonato Mundial | Campeonato Mundial |
| Año                | Lugar                  | Medalla            | Prueba             |
| ------------------ | ---------------------- | ------------------ | ------------------ |
| 2018               | Maui (Estados Unidos)  | Medalla de bronce  | Individual         |
| Campeonato Europeo |                        |                    |                    |
| Año                | Lugar                  | Medalla            | Prueba             |
| 2016               | Olbersdorf (Alemania)  | Medalla de plata   | Individual         |
| 2017               | Møns Klint (Dinamarca) | Medalla de plata   | Individual         |
| 2018               | Olbersdorf (Alemania)  | Medalla de plata   | Individual         |